# Hauptstrasse 168
Die Hauptstrasse 168 ist eine Hauptstrasse und eine Kantonsstrasse im Schweizer Kanton Neuenburg.

## Verlauf
Die 12 Kilometer lange Strasse führt von La Chaux-de-Fonds gegen Norden über den Hügel von Basset in das enge, tiefe Tal des Doubs und an die Landesgrenze zwischen der Schweiz und Frankreich.
Die Hauptstrasse 168 beginnt im Stadtzentrum von La Chaux-de-Fonds im Quartier Le Marché auf 985 m ü. M. an der Hauptstrasse 18 und führt zunächst über die Rue du Versoix zur Kreuzung Punkt 994, wo sie auf die Rue Numa-Droz trifft. Auf der Rue de la Charrière führt sie durch das Stadtquartier Les Moulins und verlässt als Rue de Biaufond die Stadtsiedlung. Mit weiten Kurven steigt sie auf den Hügel nördlich von La Chaux-de-Fonds und erreicht bei der Siedlung Jérusalem den höchsten Punkt der Strecke auf 1059 m ü. M. Bei Le Basset passiert sie den Golfplatz Les Bulles und tritt dann in das Waldgebiet am Südhang des Doubstales ein. Mit einem rasch sinkenden, kurvenreichen Verlauf steigt die schmale Strasse den 400 Meter hohen, steilen Berghang hinunter und kreuzt dabei die von La Chaux-de-Fonds zum Doubs hinablaufenden Fuss- und Wanderwege. Die Strasse führt an den Häusern von Corps de Garde und dem Hotel La Maison-Monsieur vorbei, durchquert einige Felsvorsprünge mit kurzen Tunnels und erreicht auf 628 m ü. M. die Flussniederung am Doubs. Dort zweigt eine Nebenstrasse ab und überquert den Fluss auf einer Brücke bei der französischen Siedlung La Rasse.
Etwa anderthalb Kilometer weit folgt die Hauptstrasse dem rechten Flussufer und dem Rand des Biaufond-Stausees, der mit dem Bau der Talsperre Rafrain entstand. Die Berglandschaft Le Pélard an der Strasse ist als Amphibienlaichgebiet von nationaler Bedeutung ausgewiesen. Im nördlichsten Gebiet des Kantons Neuenburg kommt die Strecke zur Zollstation bei der Doubsbrücke, die über die Landesgrenze an das linke Flussufer in Frankreich führt.
Ab der Grenze in der Brückenmitte bildet die französische Départementsstrasse 464 die Fortsetzung der Schweizer Hauptstrasse 168. Die D464 – Route nationale 464 – führt nach Fournet-Blancheroche, Charquemont und Maîche.
Auf der Schweizer Flussseite zweigt bei der Zollstation an der Brücke eine Lokalstrasse ab, die weiter flussabwärts führt, eine Seebucht überquert und sich nördlich der Ortschaft Biaufond, die im Kanton Jura liegt, aus dem Tal auf das Plateau von Les Bois hinaufzieht.